# Tuanjie Yizu Xiang
Tuanjie Yizu Xiang (kinesiska: 团结, 团结彝族乡) är en socken i Kina. Den ligger i provinsen Yunnan, i den sydvästra delen av landet, omkring 320 kilometer väster om provinshuvudstaden Kunming. Antalet invånare är 10 720. Befolkningen består av 5 155 kvinnor och 5 565 män. Barn under 15 år utgör 19,0 %, vuxna 15-64 år 73 %, och äldre över 65 år 7,0 %.
Genomsnittlig årsnederbörd är 1 028 millimeter. Den regnigaste månaden är juli, med i genomsnitt 283 mm nederbörd, och den torraste är november, med 7 mm nederbörd.